# Europawahl in Irland 1999
Die Europawahl in Irland 1999 fand am 11. Juni als Teil der EU-weiten Europawahl 1999 statt. Sie war die fünfte Wahl zum Europäischen Parlament.

## Ausgangslage

### Scheidendes Parlament
| Fraktion                       | Fraktion                                         | Mandate | Partei | Partei       | Mandate |
| ------------------------------ | ------------------------------------------------ | ------- | ------ | ------------ | ------- |
|                                | Union für Europa                                 | 7 / 15  |        | Fianna Fáil  | 7 / 15  |
|                                | Fraktion der Europäischen Volkspartei            | 4 / 15  |        | Fine Gael    | 4 / 15  |
|                                | Die Grünen/Europäische Freie Allianz             | 2 / 15  |        | Green Party  | 2 / 15  |
|                                | Fraktion der Sozialdemokratischen Partei Europas | 1 / 15  |        | Labour Party | 1 / 15  |
|                                | Liberale und Demokratische Fraktion              | 1 / 15  |        | Unabhängige  | 1 / 15  |
|                                |                                                  |         |        |              |         |
| Quelle: Europäisches Parlament |                                                  |         |        |              |         |

## Ergebnis
| Listen                                                           | Listen          | Stimmen   | %    | +/-  | Mandate | +/- |
| ---------------------------------------------------------------- | --------------- | --------- | ---- | ---- | ------- | --- |
|                                                                  | Fianna Fáil     | 537.757   | 38,6 | +3,6 | 6       | –1  |
|                                                                  | Fine Gael       | 342.171   | 24,6 | +0,3 | 4       | ±0  |
|                                                                  | Labour Party    | 121.542   | 8,7  | –2,3 | 1       | ±0  |
|                                                                  | Green Party     | 93.100    | 6,7  | –1,2 | 2       | ±0  |
|                                                                  | Sinn Féin       | 88.165    | 6,3  | +3,3 | –       | ±0  |
|                                                                  | Socialist Party | 10.619    | 0,8  | +0,8 | –       | ±0  |
|                                                                  | Unabhängige     | 198.386   | 14,3 | +7,4 | 2       | +1  |
| Gesamt                                                           | Gesamt          | 1.391.740 | 100  |      | 15      | –   |
|                                                                  |                 |           |      |      |         |     |
| Quellen: Elections Ireland: Dublin, Leinster, Munster, C. Ulster |                 |           |      |      |         |     |

## Fraktionen im Europäischen Parlament
| Liste/Partei                   | Liste/Partei | Liste/Partei | Liste/Partei          | Mandate | Fraktion |
| ------------------------------ | ------------ | ------------ | --------------------- | ------- | -------- |
|                                | Fianna Fáil  | Fianna Fáil  | Fianna Fáil           | 6 / 15  | UEN      |
|                                | Fine Gael    | Fine Gael    | Fine Gael             | 4 / 15  | EVP-ED   |
|                                | Labour Party | Labour Party | Labour Party          | 1 / 15  | SPE      |
|                                | Green Party  | Green Party  | Green Party           | 2 / 15  | G/EFA    |
|                                | Unabhängige  |              | Dana Rosemary Scallon | 1 / 15  | EVP-ED   |
|                                | Unabhängige  | Pat Cox      | 1 / 15                | ELDR    |          |
|                                |              |              |                       |         |          |
| Quelle: Europäisches Parlament |              |              |                       |         |          |